# منتخب غينيا الاستوائية لكرة السلة
منتخب غينيا الاستوائية لكرة السلة هو ممثل غينيا الاستوائية الرسمي في المنافسات الدولية في كرة السلة
.